# Marian Gold
Hartwig Schierbaum, más conocido como Marian Gold (26 de mayo de 1954 Herford, Alemania Occidental) es un cantante alemán, vocalista y miembro original de la banda de synth pop Alphaville.
Su voz de tenor de gama multi-octava[cita requerida] es famoso por los sencillos de su banda en la década de 1980, entre los que están "Forever Young", "Big in Japan", "Sounds Like a Melody" y "Dance with Me".
Desde inicios de la década de 1990, Gold ha llevado a Alphaville desde un proyecto basado en el estudio a un exitoso espectáculo en vivo, establecido en la web de la banda, Moonbase.

## Discografía

### Álbumes solistas
- So Long Celeste (1992)
- United (1996)

### Sencillos
- "And I Wonder" (1992)
- "One Step Behind You" (1993)
- "Today" (Promo) (1994)
- "Feathers and Tar" (Promo) (1996)